# دروکسبرگه
دروکسبرگه (به آلمانی: Druxberge) یک منطقهٔ مسکونی در آلمان است که در ایلسلبن واقع شده‌است. دروکسبرگه ۴۰۸ نفر جمعیت دارد.